# Énergie libre
Cet article concerne la notion thermodynamique d'énergie libre. Pour la théorie conspirationniste, voir Théorie du complot contre l'énergie libre.
Pour les autres significations, voir Énergie libre (homonymie).

## Définition
Considérons une transformation irréversible effectuée à la température {\displaystyle T} et à volume {\displaystyle V} constant. S’il n’y a pas de montage électrochimique, il n’y a pas de travail électrique. Comme {\displaystyle V} est constant, le travail des forces de pression est nul donc, en appliquant le premier principe, {\displaystyle \Delta U_{\text{syst}}=Q_{\text{irrév}}.}
Appliquons alors le second principe : {\displaystyle S_{\text{créée}}=\Delta S_{\text{syst}}+\Delta S_{\text{ext}}>0}
Le système échange avec le milieu extérieur {\displaystyle Q_{\text{irrév}}}. Si on se place du côté du milieu extérieur, celui-ci reçoit {\displaystyle -Q_{\text{irrév}}=-\Delta U_{\text{syst}}}
et la variation d’entropie du milieu extérieur devient égale à 
d’où  {\displaystyle S_{\text{créée}}=\Delta S_{\text{syst}}-{\frac {\Delta U_{\text{syst}}}{T}}>0.}
Multiplions par {\displaystyle -T} :
On définit ainsi la fonction énergie libre :
Pour une transformation effectuée à {\displaystyle T} et {\displaystyle V} constants, on obtient :
Si la transformation est réversible, {\displaystyle S_{\text{créée}}=0} et {\displaystyle (\Delta F_{\text{syst}})_{T,V}=0.}
En revanche, si la transformation est irréversible, {\displaystyle S_{\text{créée}}>0} et donc  {\displaystyle (\Delta F_{\text{syst}})_{T,V}<0.}

## Différentielle de F
Appliquons le premier principe
où {\displaystyle \delta W_{\text{fp}}=-P.\mathrm {d} V} est le travail des forces de pression et {\displaystyle \delta W'} représente tout autre forme de travail, comme le travail électrique dans un montage de pile.
Appliquons le second principe
{\displaystyle \mathrm {d} U} s'exprime donc :
d'où :
Si la température est constante :
Dans le cas d'une transformation réelle donc irréversible :
Et pour une transformation finie entre deux états d'équilibre :
On montre bien que la variation de la fonction {\displaystyle F} est égale au travail fourni par le système si la transformation est effectuée à {\displaystyle T} constante et si elle est réversible.
Dans le cas d'une transformation à volume constant et travail {\displaystyle W'} nul :
plus précisément :
La transformation réelle à {\displaystyle T} et {\displaystyle V} constants ne peut s’effectuer qu’avec une diminution de l’énergie libre du système.
On peut donc identifier {\displaystyle F} à un potentiel thermodynamique du système lors d'une transformation isotherme et isochore.

Remarque : voir à titre de comparaison Enthalpie libre; potentiel thermodynamique défini à T et P constants.

## Relations utiles à partir deFou de ses différentielles
- Relation de Maxwell : {\displaystyle S=-\left({\frac {\partial F}{\partial T}}\right)_{V}}
- Relation de Gibbs-Helmholtz : il existe une relation analogue à celle de Gibbs-Helmholtz concernant {\displaystyle F} :{\displaystyle \left({\frac {\partial \left({\frac {F}{T}}\right)}{\partial T}}\right)_{V}=-{\frac {U}{T^{2}}}}
- Potentiel chimique : une définition du potentiel chimique peut être donnée à partir d'une différentielle partielle de {\displaystyle F}.{\displaystyle \mu _{i}=\left({\frac {\partial F}{\partial n_{i}}}\right)_{V,T,n_{j\neq i}}}

## Unité
L'unité de mesure de l'énergie libre dans le Système international est le joule. En effet, du fait de la relation F = U - TS, F est homogène à U qui est une énergie.

## Autres fonctions d'état
- Énergie interne
- Enthalpie
- Enthalpie libre
- Entropie
- Supraconductivité
- Température
- Volume
- Pression